# Kilfenora
Kilfenora (irisch Cill Fhionnúrach) ist ein kleines, aber geschichtsträchtiges Dorf mit 152 Einwohnern (2022) am Südrand des Burren im County Clare, Irland.

## Bistum Kilfenora
Als Diözese war Kilfenora ab dem 12. Jahrhundert zunächst für das ganze nördliche Clare, also die Baronien Burren und Corcomroe, zuständig. 1111 ignorierte die Synode von Rathbreasail auf Betreiben der O’Conners und O’Loughlins die Rolle der von den O’Briens beherrschten Diözese und Kilfenora verlor seinen Status. Diese Entscheidung wurde 1152 auf der Synode von Kells-Mellifont im County Meath revidiert und Kilfenora wurde in den alten Stand versetzt. Aus der weiteren Geschichte ist wenig übermittelt. 
Der erste Bischof wird 1189 erwähnt. Kilfenora behielt seine Unabhängigkeit bis 1750 bei, als es mit Kilmacduagh im County Galway zusammengelegt wurde. Als schließlich Kilfenora zur Kirchenprovinz Cashel, Kilmacduagh aber zu Tuam geschlagen wurde, wechselte der Bischofssitz bei jedem Amtsantritt eines Bischofs zwischen Kilfenora und Kilmacduagh. Der Bischof eines der beiden Bistümer war jeweils Apostolischer Administrator des anderen. Diese Bistumsfolge setzte sich fort bis zu Patrick Fallon (1805–1879), dem letzten Bischof in Kilmacduagh, der wegen Krankheit 1866 zurücktrat. Heute gehört Kilfenora laut päpstlicher Bulle zwar zum Bistum Galway und Kilmacduagh, der Papst ist nach Kanonischem Recht Ortsordinarius, also Bischof von Kilfenora.

## Sehenswürdigkeiten
- Die Kilfenora Cathedral ist eine jetzt zum größten Teil restaurierte Ruine, wird aber von der anglikanischen Gemeinde noch genutzt. Sie stammt aus dem 12. Jahrhundert und steht an der Stelle eines Klosters, das St. Fachtna im 6. Jahrhundert gründete. Das Kloster wurde 1055 von Murtough O’Brien niedergebrannt. Teile der Dekoration stammen aus dem 13. und 14. Jahrhundert, das Südtor aus dem 15. Jahrhundert. Auf dem Grundstück oder in der Nähe stehen noch drei keltische Hochkreuze, unter anderem das Doorty Cross vor dem Westportal.

- Das Burren Display Centre ist ein Ausstellungsgebäude, in dem Flora und Fauna des Burrens gezeigt wird.

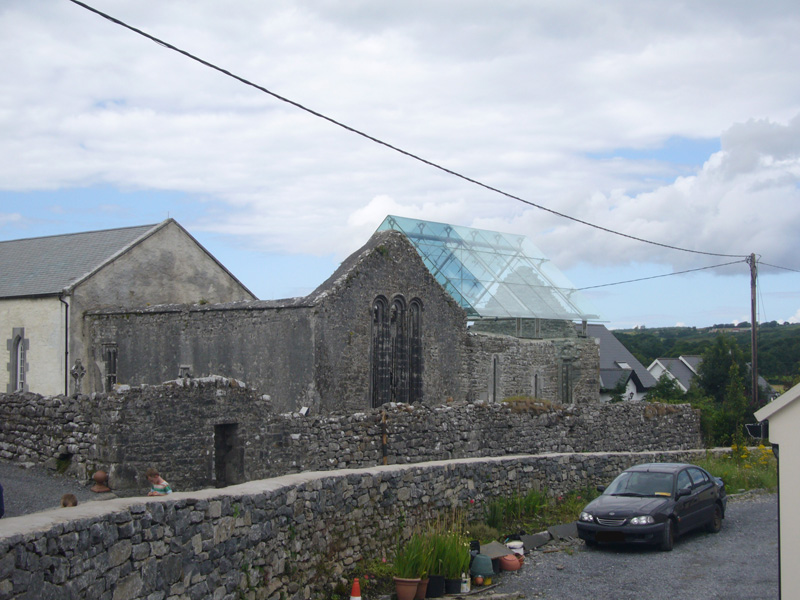
Kilfenora Cathedral
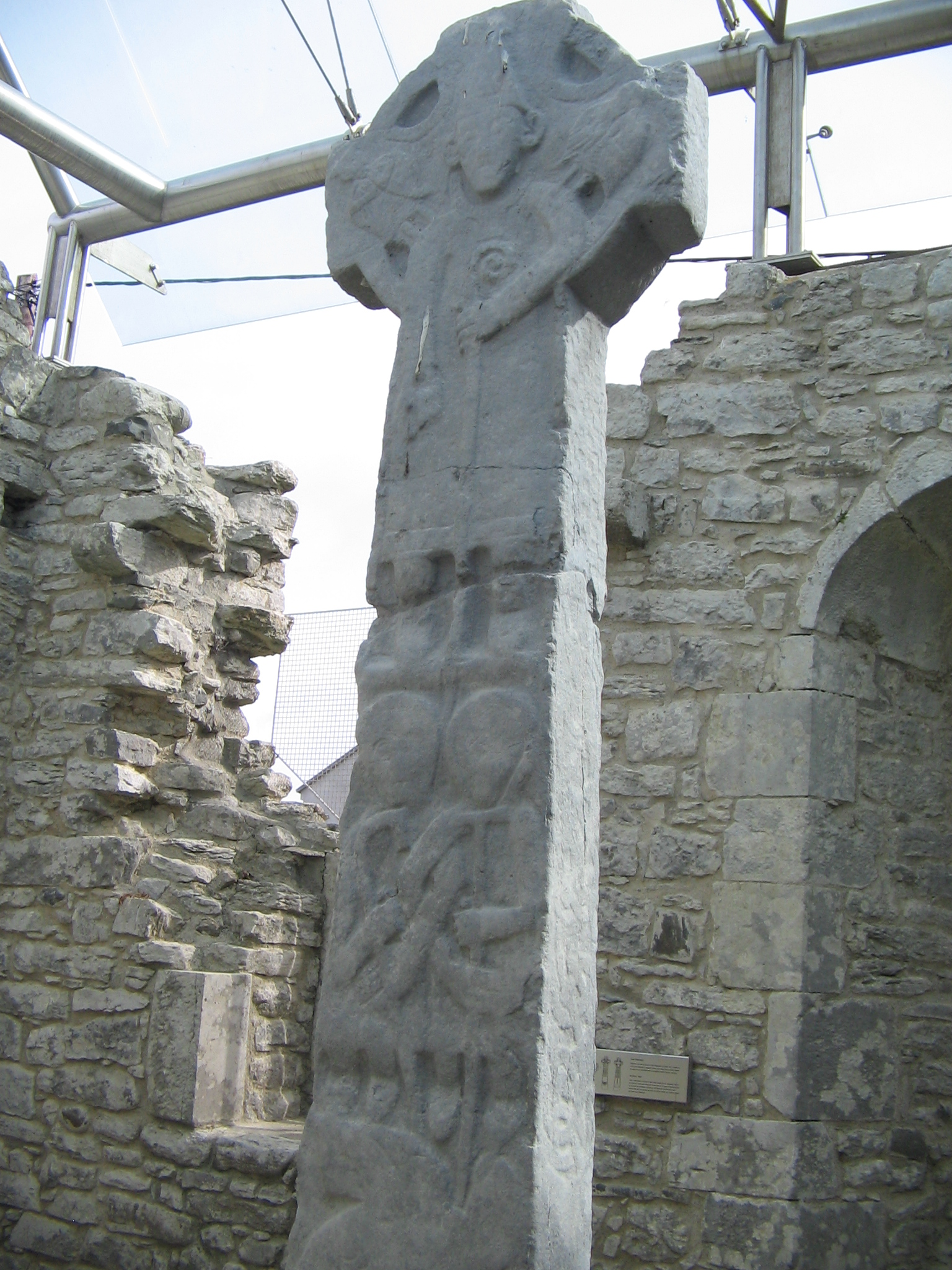
Doorty Cross in der Ruine der Kilfenora Cathedral
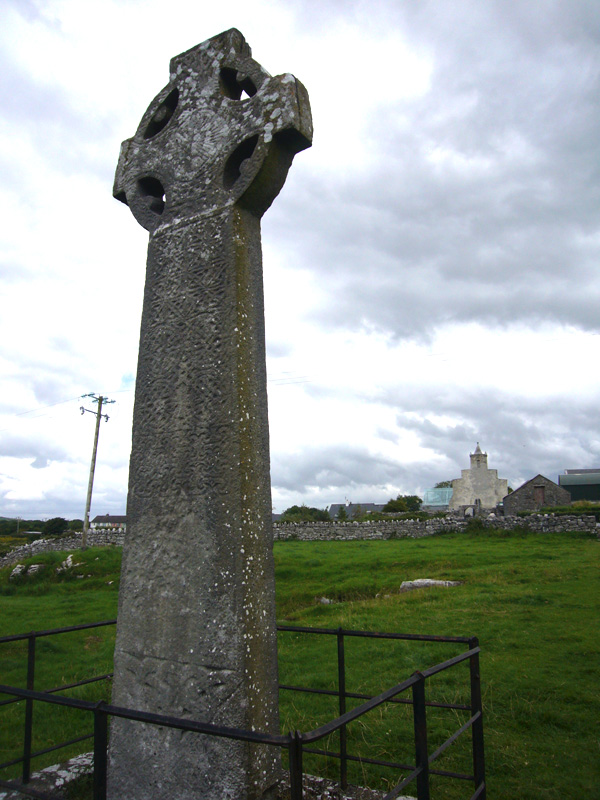
Hochkreuz bei der Kilfenora Cathedral
Sedilia, Kilfenora Cathedral
Kapitellverzierung an einem Pfeiler